# Lepthyphantes speculae
Lepthyphantes speculae là một loài nhện trong họ Linyphiidae.
Loài này thuộc chi Lepthyphantes. Lepthyphantes speculae được J. Denis miêu tả năm 1959.